# Richard T. Heffron
Richard T. Heffron (geboren 6. Oktober 1930 in Chicago; gestorben 27. August 2007 in Seattle) war ein US-amerikanischer Film- und Fernsehregisseur.

## Karriere
Heffron begann seine Karriere Mitte der 1950er Jahre als Drehbuchautor und Produzent. 1969 gab er sein Debüt als Regisseur mit einer Episode der Fernsehserie The Bold Ones: The Lawyers. 1971 führte er Regie beim Fernsehfilm Do You Take This Stranger? mit Diane Baker und Gene Barry in den Hauptrollen. Für die Filmmusik war Pete Rugolo für einen Emmy nominiert. Es folgte die Regie bei einigen Serienepisoden, 1972 drehte Heffron seinen einzigen Dokumentarfilm. Zwei Jahre später brachte er einen ersten Spielfilm auf die große Leinwand, den Actionfilm Auf eigene Gefahr mit George Peppard in der Hauptrolle. 1976 inszenierte er Futureworld – Das Land von Übermorgen, die Fortsetzung des Science-Fiction-Films Westworld. Er war hierfür 1977 für den Hugo Award nominiert. 1985 inszenierte er die erste Staffel der international erfolgreichen Miniserie Fackeln im Sturm nach dem  Roman Die Erben Kains von John Jakes. 1995 zog er sich aus dem Fernsehgeschäft zurück.
Heffron war drei Mal verheiratet. Er starb am 27. August 2007 im Alter von 76 Jahren in Seattle.

## Filmografie (Auswahl)
- 1972: Fillmore: The Last Days
- 1974: Der Morgen danach (The Morning after) (Fernsehfilm)
- 1974: Detektiv Rockford – Anruf genügt (Fernsehserie, Folge Die schwarze Witwe)
- 1974: Auf eigene Gefahr (Newman's Law)
- 1974: California Kid (Fernsehfilm)
- 1975: Ich kämpfe niemals wieder (Fernsehfilm)
- 1975: Todesschreie (Fernsehfilm)
- 1976: Futureworld – Das Land von Übermorgen (Futureworld)
- 1976: Keine Gnade, Mr. Dee! (Trackdown)
- 1977: Der vergessene Kennedy (Fernsehfilm)
- 1978: True Grit (Fernsehfilm)
- 1980: Stoßtrupp durch die grüne Hölle (Fernsehfilm)
- 1981: Der Fremde und der Wal (Fernsehfilm)
- 1982: Ich, der Richter (I, the Jury)
- 1983: Ein Killer in der Familie (Fernsehfilm)
- 1984: Das Geheimnis des weißen Büffels (Fernsehfilm)
- 1984: Kampf gegen die Ausweglosigkeit (Fernsehfilm)
- 1984: V – Die außerirdischen Besucher kommen (TV-Miniserie)
- 1985: Fackeln im Sturm (TV-Miniserie, Staffel 1)
- 1987: Sturz ins Dunkel – Die Geschichte einer Mutter (Fernsehfilm)
- 1987: Napoleon and Josephine: A Love Story (TV-Miniserie)
- 1988: Pancho Barnes – Ein Leben fürs Fliegen (Fernsehfilm)
- 1989: zweiter Teil von Die Französische Revolution (La Révolution française: les Années terribles)
- 1991: Codewort - Dragonfire (Fernsehfilm)
- 1993: Dr. Quinn – Ärztin aus Leidenschaft (Fernsehserie, 1 Folge)
- 1995: Tödliche Familiengeheimnisse (Deadly Family Secrets) (Fernsehfilm)